# صرم
صرم، روستایی از توابع بخش مرکزی شهرستان کهک در استان قم ایران است.

## جمعیت
این روستا در دهستان کهک قرار دارد و براساس سرشماری مرکز آمار ایران در سال ۱۳۸۵، جمعیت آن ۲۶۰۲ نفر (۷۰۸خانوار) بوده‌است.